# Соколова, Александра Ивановна
Александра Ивановна Соколова (урожд. Денисьева; настоящее отчество — Урвановна; 9 (21) марта 1833 — 10 (23) февраля 1914) — русская писательница, журналистка, автор мемуаров. Мать Власа Дорошевича.

## Биография
Происходила из старинного дворянского рода Денисьевых, записанного в 6-ю часть дворянской родословной книги Рязанской губернии. Родилась 9 (21) марта 1833 года (в Некрологе указан год рождения — 1836; в некоторых источников также встречается 1838 год), крещена в Борисоглебском соборе Рязани. Её отец Урван Дмитриевич Денисьев (1797—1847) — кавалерийский офицер, участник Отечественной войны 1812 года и взятия Парижа (награждён медалью «За взятие Парижа»), был племянником министра народного просвещения А. С. Шишкова и двоюродным братом сенатора А. И. Казначеева. Мать — Анна Андреевна, урождённая Шумилова, за которой было дано «в приданое 4 000 душ крестьян в имениях, при которых были и фабрики и заводы».
Получила хорошее образование; 2 сентября 1842 года была зачислена в Смольный институт благородных девиц, где инспектрисой была её родная тётя Анна Дмитриевна. В институте за отличные успехи в учёбе она получила прозвище: «Восьмое чудо». Её сокурсницами были, кроме кузины Елены, младшие дочери Ф. И. Тютчева — Екатерина и Дарья. Из института она была выпущена в марте 1851 года с золотой медалью и переехала к другой своей тёте по отцу, Александре Дмитриевне Денисьевой, жившей в Рязанской губернии и в Москве.
В Москве она посещала литературный салон в доме Сушковых; в доме цензора Д. С. Ржевского, где видела Н. В. Гоголя, Н. Ф. Щербину, М. П. Погодина и познакомилась с Н. В. Бергом. В Москве она познакомилась также с Сергеем Соколовым, от которого 5 января 1865 года у неё появился незаконнорождённый сын Власий, ставший впоследствии известным писателем-фельетонистом. После рождения сына она вышла за Соколова замуж и в том же году бросила своего младенца в номере гостиницы. Мальчик был сначала принят на попечение, а затем усыновлён помощником полицейского квартального надзирателя коллежским секретарём Михаилом Родионовичем Дорошевичем: «28 августа 1865 года из дома Кольрейфа, состоящего в г. Москве, Пятницкой части, 1 квартала скрылась от неизвестных причин дочь умершего Гвардии Полковника девица Александра Урванова Денисьева, оставив на произвол судьбы незаконнорождённого ею ребёнка, которому в то время было от роду семь месяцев. <…> Затем в декабре месяце того же года отыскалась мать этого малютки, но уже назад она его к себе не приняла и, отрекшись от прав матери, передала их жене моей Наталье Александровне Дорошевич». Спустя годы Соколова потребовала вернуть ей сына и в 1876 году Власа через суд насильно вернули матери. К тому времени она уже была вдовой и имела ещё двух детей: Марию и Трифона; а в семье Дорошевичей появился собственный ребёнок.
В 1860-х годах она начала пробовать свои силы в журналистике и в 1868 году получила должность рецензента в «Московских ведомостях».
В конце 1880-х годов переехала в Санкт-Петербург. В последние годы жизни тяжело болела и умерла в Санкт-Петербурге 10 (23) февраля 1914 года. Похоронена была 12 февраля в Москве, на Пятницком кладбище. Её могила (не сохранилась) была описана историком-краеведом А. Т. Саладиным в книге «Очерки истории московских кладбищ» (М.: Книжный сад, 1997).

## Литературная деятельность
Знакомый её отца фельетонист Н. М. Пановский познакомил Соколову с М. Н. Катковым, который предложил ей летом 1868 года работу в «Московских ведомостях». Одной из её первых публикаций в «Московских ведомостях» была заметка о годовщине Московской консерватории (№ 189); затем последовала целая серия статей об открытии представлений итальянской оперы и спектаклях Малого театра не только в «Московских ведомостях» (№ 196, 199, 200, 203), но и в «Современной летописи» (№ 33, 34, 39, …) за подписью «А. С.». Дебют был удачным. В течение двух сезонов она была театральным и музыкальным обозревателем «Московских ведомостей» (наряду с Г. А. Ларошем и Н. М. Пановским).

…Театральный мир трепетал её рецензий, она была тонким знатоком искусства
Затем, после болезни, в октябре 1871 года перешла в «Русские ведомости», где в рубрике «Театральные заметки» под псевдонимом «X-z» писала о московских театрах и итальянской опере, касаясь не только игры актёров, вопросов грима и костюмов, но и литературного анализа выбранных для постановки пьес.
В 1871 году Соколова предложила для печати в «Русском вестнике» свою первую повесть «Сам», чтение которой состоялось в доме Н. А. Любимова в присутствии В. А. Соллогуба, который первым отметил беллетристический талант писательницы. Однако повесть вышла в свет в том же году, но в журнале «Беседа» (№ 7), за подписью «А. С.». С 1873 года она стала московским фельетонистом петербургской газеты «Голос», а также стала заведовать московским отделением «Русского мира».
В августе 1875 года Соколова перекупила право издания газеты «Русский листок». За острые публикации газета постоянно подвергалась нареканием цензуры, например, за «крайне неуместное <…> глумление над жандармами и над торжеством празднования дня учреждения ордена Св. Георгия».
С 1880-х годов Соколова стала подписываться как «Александра Ивановна» и это отчество закрепилось за ней как собственное. С 1883 года была фактическим редактором газеты «Новости дня».
Она много печаталась в обеих российских столицах: «Московские ведомости», «Русские ведомости», «Голос», «Современные известия», «Московская летопись», «Московский листок», «Новости дня», «Жизнь», «Свет», «Петербургский листок», «Луч»… В 1880-х годах в «Московском листке» печатала под псевдонимом «Синее Домино» судебные очерки и романы из жизни высшего света.